# Tarell Alvin McCraney
Tarell Alvin McCraney (Miami, 17 oktober 1980) is een Amerikaans filmscenarist en toneelschrijver. In 2017 won hij met Moonlight (2016) de Oscar voor beste bewerkte scenario.

## Biografie
Tarell Alvin McCraney groeide op in Liberty City, een wijk in Miami (Florida) die gedurende de jaren 1980 en '90 geteisterd werd door de crack-epidemie. Hij is openlijk homoseksueel. In 2007 studeerde hij af in de richting toneelschrijven van de Yale School of Drama. Voordien had hij aan DePaul University al een bachelor in de richting acteren behaald.
Hoewel hij als kind in dezelfde wijk als regisseur Barry Jenkins opgroeide, leerden de twee elkaar pas kennen toen ze volwassen waren. McCraney is ook bevriend met acteur André Holland, met wie hij al meermaals samenwerkte.

## Carrière
McCraney begon zijn carrière met het acteren en schrijven van toneelstukken. Hij werd bij het grote publiek bekend toen een gedeeltelijk autobiografisch toneelscenario van hem, getiteld In Moonlight Black Boys Look Blue, door beginnend filmregisseur Barry Jenkins werd opgepikt en verfilmd als Moonlight (2016). De film won in 2017 onder meer de Oscar voor beste film en beste bewerkte scenario.
In 2018 werd zijn scenario voor het sportdrama High Flying Bird (2019) verfilmd door Steven Soderbergh. Net als in Moonlight werd een van de hoofdrollen in de film door zijn vriend André Holland vertolkt.

## Prijzen en nominaties
| Prijs         | Categorie                | Film             | Uitslag  |
| ------------- | ------------------------ | ---------------- | -------- |
| Academy Award | Beste bewerkte scenario  | Moonlight (2016) | Gewonnen |
| WGA Award     | Beste originele scenario | Moonlight (2016) | Gewonnen |

## Filmografie
- Moonlight (2016)
- High Flying Bird (2019)